# عیسی بن منصور
عیسی بن منصور (عربی: عيسى بن منصور الرافقي)، مشهور به الرافقی، (درگذشته به سال ۸۴۷ میلادی) یکی از فرمانداران مصر در دوران خلافت عباسیان بود. او دو دوره به این سمت منصوب شد: از ۸۳۱ تا ۸۳۲ و سپس از ۸۴۳ تا ۸۴۷ میلادی.

## دوره اول فرمانداری
دربارهٔ پیشینه عیسی، تاریخ‌نگار مصری ابن تغری بردی او را «عیسی بن منصور بن موسی بن عیسی الرافقی، مولی قبیله بنی نصر بن معاویه از ایل قیس عیلان» معرفی می‌کند. در سال ۸۳۰ میلادی، او توسط ابو عمرو کندی در ارتباط با سرکوب شورش در منطقه حوف مصر در دوران فرمانداری عبدویه بن جبله ذکر شده‌است. پس از برکناری عبدویه بن جبله در سال بعد، ابو اسحاق (خلیفه آینده، به نام معتصم، ۸۳۳ تا ۸۴۲ میلادی)، که مسئولیت کلی اداره مصر و سوریه را بر عهده داشت، عیسی را به عنوان فرماندار مقیم به جای او گمارد. او در ابتدای سال ۸۳۱ کار خود را آغاز کرد.
به زودی پس از رسیدن به فرمانداری، عیسی مجبور شد با یک شورش بزرگ در مصر سفلی مقابله کند، جایی که اعراب و قبطی‌های محلی برای مخالفت با حکومت متحد شدند. عیسی برای مبارزه با شورشیان آماده شد، اما به سرعت متوجه شد که نیروهایش بسیار ضعیف هستند و مجبور شد به جای آن عقب‌نشینی کند. به زودی با حرکت افشین به سمت شرق از برقه و رسیدن به فسطاط در اواخر ژوئیه ۸۳۱، کمک رسید. پس از انتظار برای فروکش کردن سیل فصلی رود نیل، افشین و عیسی به راه افتادند، با نیروهای رهبر شورشی ابن عبیداس فهری درگیر شدند و آنها را شکست دادند. سپس افشین به مبارزه خود در دلتای نیل ادامه داد و سرانجام در ژانویه ۸۳۲ وارد اسکندریه شد، در حالی که عیسی به فسطاط بازگشت، سپس دوباره بیرون رفت و در تمویی بر شورشیان پیروز شد.
در سال ۸۳۲، خلیفه مأمون (۸۱۳ تا ۸۳۳ میلادی) تصمیم گرفت شخصاً به مصر برود و در فوریه وارد این استان شد. او در آنجا عیسی را سرزنش کرد، او را مسئول آغاز شورش دانست و او را متهم کرد که به مأموران مالیاتی اجازه داده‌است به گونه ظالمانه‌ای با مردم رفتار کنند و وضعیت واقعی استان را پنهان کنند. پرچم‌های عیسی پایین کشیده شد و او مجبور شد لباس‌های سفید بپوشد (از رنگ سیاه عباسیان) و او فرمانداری مصر را از دست داد. سپس مأمون و افشین شورشیان باقی‌مانده را شکست دادند و ابن عبیداس اعدام شد.

## دوره دوم فرمانداری
در سال ۸۴۳، عیسی دوباره به عنوان فرماندار مقیم مصر منصوب شد. او ابتدا توسط سردار ترک، اشناس، برای این سمت انتخاب شد. با این حال، زمانی که اشناس در سال ۸۴۴ درگذشت، عیسی به جای او به ایتاخ گزارش داد که او را به عنوان فرماندار تأیید کرد.
با به سلطنت رسیدن خلیفه متوکل (۸۴۷ تا ۸۶۱ میلادی) در اوت ۸۴۷، عیسی با او بیعت کرد. با این حال، به زودی پس از آن، او در اکتبر از فرمانداری برکنار شد و جای خود را به هرثمه بن النضر داد. کمی بعد از برکناری‌اش بیمار شد و در ماه بعد درگذشت.